# Hymn Tadżykistanu
Surudi milli (tadż. Суруди миллӣ, tłum. „Hymn narodowy”) – hymn państwowy Tadżykistanu, który przyjęty został oficjalnie 7 września 1994 roku. Melodię zapożyczono z hymnu Tadżyckiej SRR, którego autorem był Sulajman Judakow, a natomiast nowe słowa napisał tadżycki poeta Gulnazar Keldi.

## Tekst tadżycki (cyrylica)
Диёри арҷманди мо,
Ба бахти мо сари азизи ту баланд бод,
Саодати ту, давлати ту бегазанд бод.
Зи дурии замонахо расидаем,
Ба зери парчами ту саф кашидаем, кашидаем.
Зинда бош, эй Ватан,
Тоҷикистони озоди ман!
Барои нангу номи мо
Ту аз умеди рафтагони мо нишонаӣ,
Ту баҳри ворисон ҷахони ҷовидонаӣ,
Хазон намерасад ба навбаҳори ту,
Ки мазраи вафо бувад канори ту, канори ту.
Зинда бош, эй Ватан,
Тоҷикистони озоди ман!
Ту модаре ягонаӣ,
Бақои ту бувад бақои хонадони мо,
Мароми ту бувад мароми ҷисму ҷони мо,
Зи ту саодати абад насиби мост,
Ту ҳастиву ҳама ҷаҳон ҳабиби мост, ҳабиби мост.
Зинда бош, эй Ватан,
Тоҷикистони озоди ман!

## Tekst tadżycki (alfabet arabski)
دیار ارجمند ما

به بخت ما سر عزیز تو بلند باد

سعادت تو، دولت تو بی‌گزند باد

ز دوری زمانه‌ها رسیده‌ام

به زیر پرچم تو صف كشیده‌ام

كشیده‌ام
زنده باش، ای وطن

تاجیكستان آزاد من
برای ننگ نام ما

تو از امید رفتگان ما نشانه‌ای

تو بهر وارثان جهان جاودانه‌ای

خزان نمی‌رسد به نوبهار تو

كه مزرع وفا بود كنار تو

كنار تو
زنده باش، ای وطن

تاجیكستان آزاد من
تو مادر یگانه‌ای

به كوی تو بود بهای خاندان ما

مرام تو بود مرام جسم و جان ما

ز تو سعادت ابد نصیب ماست

تو هستی و همه جهان حبیب ماست

حبیب ماست
زنده باش، ای وطن

تاجیكستان آزاد من

## Tekst tadżycki (alfabet łaciński)
Dijori arçmandi mo,
Ba вaxti mo sari azizi tu вaland вod,
Saodati tu, davlati tu вegazand вod
Zi duriji zamonaho rasidajem
Ba zeri parcami tu saf kaşidajem, kaşidajem
Zinda вoş ej Vatan, Toçikistoni ozodi man!
Baroji nomu nangi mo
Tu az umedi raftagoni mo nişonaī,
Tu вahri vorison çaxoni çovidonaī,
Xazon namerasad ва navваhori tu,
Ki mazraji vafo вuvad kanori tu, kanori tu
Zinda вoş ej Vatan, Toçikistoni ozodi man!
Tu modari jagonaī,
Baqoji tu вuvad вaqoji xonadoni mo,
Maromi tu вuvad maromi çismu çoni mo,
Zi tu saodati aвad nasiвi most,
Tu hastivu hama çahon haвiвi most, haвiвi most,
Zinda вoş ej Vatan, Toçikistoni ozodi man!

## Tłumaczenie
Nasz ukochany Kraju,
Ku naszej radości niech Twoja głowa będzie podniesiona wysoko,
Niech Twoje szczęście i państwowość będą trwałe.
Przeszliśmy długą drogę poprzez wieki,
Stawiliśmy się pod Twoją flagą.
Żyj nam, Ojczyzno, mój wolny Tadżykistanie!
Ze względu na chwałe naszego imienia
Jesteś znakiem nadziei dla naszych przodków,
Jesteś dziedzictwem wiecznego świata.
Niech Twoja nowa wiosna nie ma końca,
Trwamy wiernie u Twojego boku.
Żyj nam, Ojczyzno, mój wolny Tadżykistanie!
Jesteś jedyną Matką,
Twój los jest losem naszych rodzin,
Twoje znaczenie jest znaczeniem naszych ciał i dusz.
Nieustannie obdarzasz nas szczęściem,
Jesteś Umiłowaną całego świata.
Żyj nam, Ojczyzno, mój wolny Tadżykistanie!